# Hysteropterum inconspicuum
Hysteropterum inconspicuum är en insektsart som beskrevs av Matsumura 1910. Hysteropterum inconspicuum ingår i släktet Hysteropterum och familjen sköldstritar. Inga underarter finns listade i Catalogue of Life.